# Maison de la JNA à Novi Sad
La maison de la JNA à Novi Sad (en serbe cyrillique : Дом ЈНА у Новом Саду ; en serbe latin : Dom JNA u Novom Sadu) est un édifice situé à Novi Sad, la capitale de la province autonome de Voïvodine, en Serbie. En raison de son importance architecturale et historique, cette « maison », construite en 1892, figure sur la liste des monuments culturels de grande importance de la république de Serbie (n° d'identifiant SK 1110).
La maison de la JNA est située 5 Trg slobode (« place de la Liberté »), dans la municipalité urbaine de Stari grad, sur le côté nord de la place.

## Histoire
Selon les archives, en 1754, à l'emplacement de l'actuelle maison, se trouvait une kafana d'un seul étage appartenant au capitaine Sava Nikolić et portant le nom de « Kod Zelenog venca », « À la Couronne verte ». L'auberge fut ensuite transformée en hôtel et, sous le nom de « Zeleni venac », il servit notamment de lieu de réunion aux partisans de Svetozar Miletić (1826-1901), le défenseur des Serbes de Voïvodine au sein de l'Autriche-Hongrie.

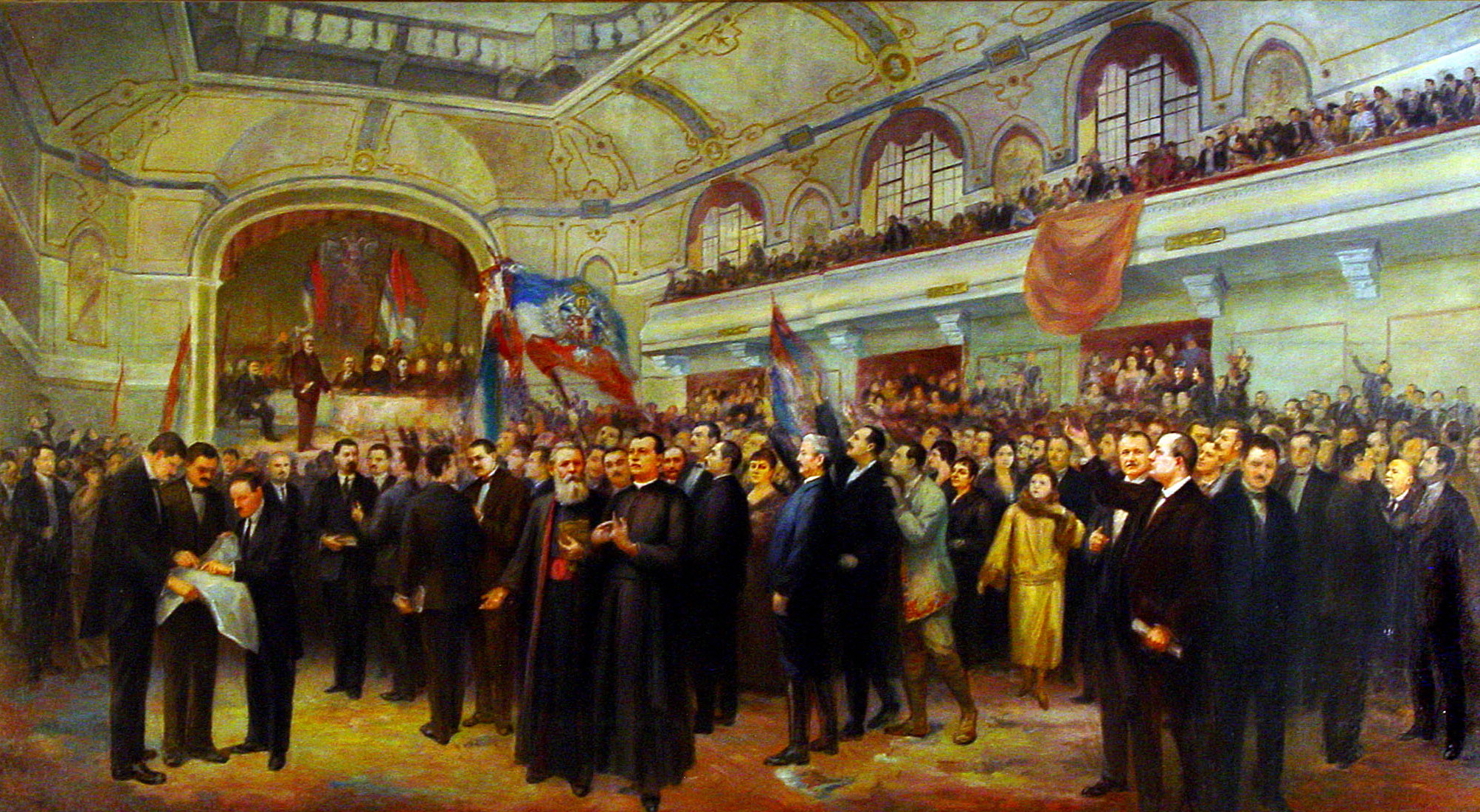
La Grande assemblée nationale des Serbes, des Bunjevcis et des autres Slaves du Banat, de la Bačka et de la Baranja

L'hôtel fut détruit à la fin du XIXe siècle et remplacé en 1892 par l'actuel édifice à l'instigation d'Emmerich Mayer qui voulait en faire un hôtel de luxe ; l'établissement portait alors le nom de « Grand Hôtel Mayer ». Il fut racheté en 1916 par Lazar Dunđerski, un riche propriétaire terrien, qui l'adapta pour y organiser des réceptions, des bals et des réunions politiques. C'est là que, le 25 novembre 1918, se réunit la Grande assemblée nationale des Serbes, des Bunjevcis et des autres Slaves du Banat, de la Bačka et de la Baranja (en serbe : Velika narodna skupština Srba, Bunjevaca i ostalih Slovena u Banatu, Bačkoj i Baranji) qui décida le rattachement de la Voïvodine jusqu'alors autrichienne au Royaume de Serbie.
En 1947, l'hôtel prit le nom de « Sloboda » (« Liberté ») et accueillit pour un temps le Théâtre national serbe de Novi Sad ; en 1953, il devint la « maison de la JNA », (dom JNA, la maison de l'Armée populaire yougoslave), un cercle militaire,. Il abrite aujourd'hui le siège social de la Vojvođanska banka (la « Banque de Voïvodine »).

## Architecture

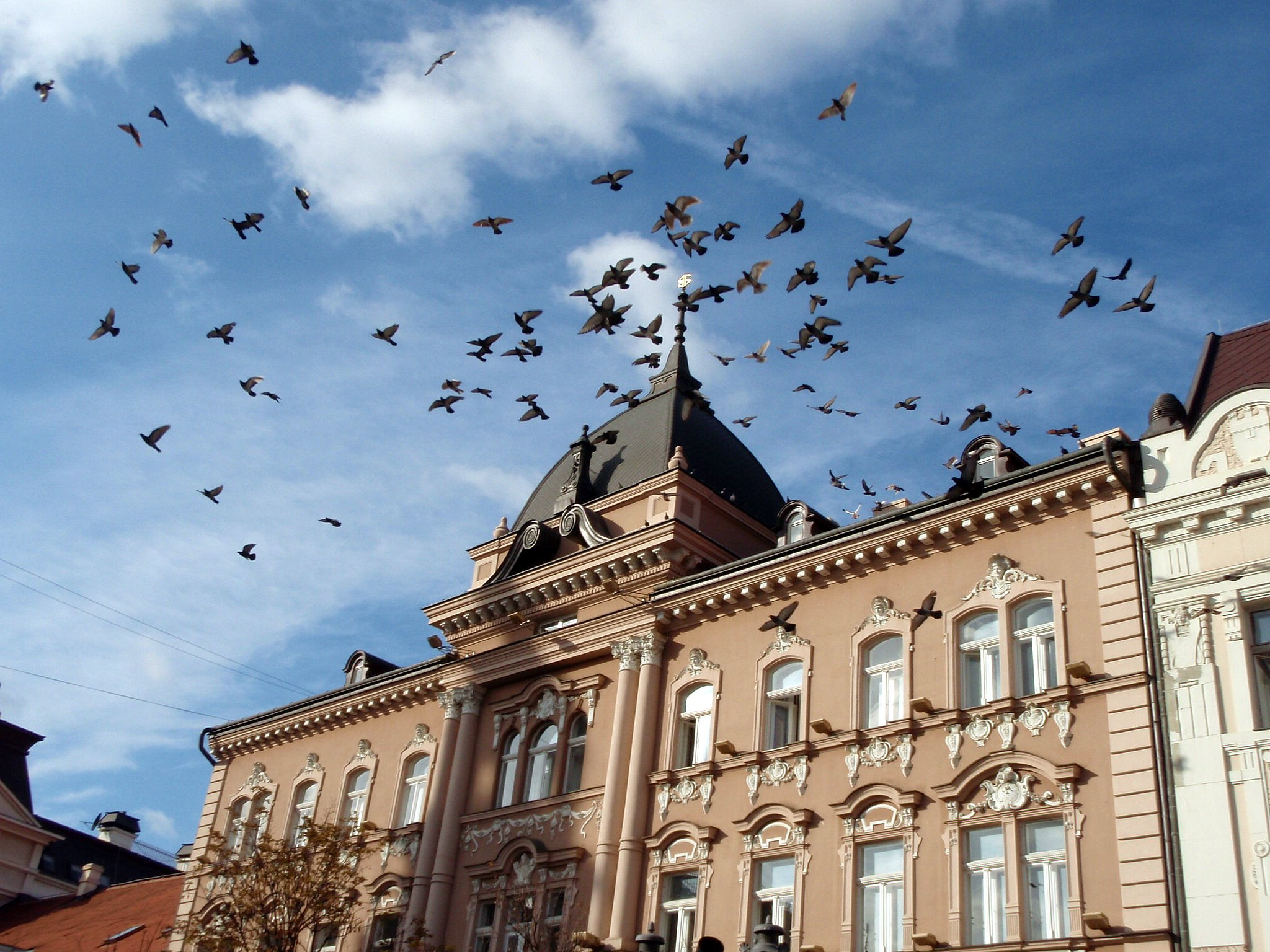
Autre vue de la façade

La maison de la JNA est constituée d'un rez-de-chaussée surmonté de deux étages ; le toit est de structure complexe et surmonté par une coupole ; l'ensemble est caractéristique d'une architecture éclectique où prédominent des éléments néorenaissance.
La façade principale est rythmée par une avancée centrale dotée de deux portes au rez-de-chaussée et d'une fenêtre à trois baies rectangulaire dont l'une ouvre sur un balcon au premier étage ; le deuxième étage dispose d'une fenêtre à trois baies arrondie surmontée d'une corniche. Aux étages, l'avancée est flanquée de colonnes jumelles et surmontée par un attique ornemental puis par un dôme pyramidal. La façade est richement ornée de festons et, au second étage, les fenêtres sont surmontées de têtes de personnages féminins et masculins.

## Restauration
Des travaux de rénovation ont été réalisés sur le bâtiment en 1983 et 1988 et, sur la coupole en 1994–1996.